# Реликт-1
Реликт-1 — первый в истории эксперимент по изучению реликтового излучения с космического аппарата, осуществлённый на советском спутнике «Прогноз-9» в 1983—1984 годах. В результате эксперимента была построена карта распределения реликтового излучения по небесной сфере. 
Одной из основных задач эксперимента «Реликт-1» было обнаружение анизотропии реликтового излучения. После обработки данных «Реликта-1», в 1992 году анизотропия реликтового излучения была обнаружена, однако эти результаты оспаривались из-за недостаточной точности эксперимента.

## История проекта

### Предсказание и обнаружение реликтового излучения
Гипотезу о существовании космического микроволнового фонового излучения (англ. The cosmic microwave background radiation, CMB), возникшего в эпоху первичной рекомбинации водорода и равномерно заполняющего Вселенную, высказал в 1946 году Георгий Гамов в рамках описывающей начало развития вселенной теории Большого взрыва. В русскоязычной литературе для описания этого явления используется термин реликтовое излучение, введенный в употребление советским астрофизиком И. С. Шкловским. В 1955 году сотрудник Пулковской обсерватории Т. А. Шмаонов, проводя измерения космического радиоизлучения с длиной волны 32 см, обнаружил фоновое излучение, не зависящее от времени суток и направления, температура которого оценивалась в 4±3 К, что коррелировало с предсказаниями Гамова. В 1964 году сотрудники лаборатории «Белл» А. Пензиас и Р. Вильсон обнаружили, что шумовая температура настраиваемой ими антенны превышает ожидаемую величину, причём наблюдаемый «фоновый шум» был постоянным, не зависел от направления антенны и приходил равномерно со всей небесной сферы. Таким образом было обнаружено предсказанное Гамовым реликтовое излучение, равномерно заполняющее всё мировое пространство. Последующие наблюдения подтвердили, что спектр реликтового излучения соответствует спектру абсолютно чёрного тела c температурой 2.725 К. Поверхность, с которой к наблюдателю приходит реликтовое излучение, образует сферу, называемую «поверхностью последнего рассеяния» или «космологической фотосферой», которая соответствует «горизонту частиц», то есть границе той части Вселенной, из которой движущееся со скоростью света реликтовое излучение успело дойти с момента его образования до наблюдателя.

### Анизотропия реликтового излучения
Реликтовое излучение однородно и изотропно с точностью до {\displaystyle 10^{-3}}, теория предсказывает его небольшую анизотропию (разницу температуры излучения в различных точках космологического горизонта). Вклад в анизотропию реликтового излучения вносят:
- Движение Земли, Солнечной системы и всей Галактики сквозь реликтовое излучение. За счет эффекта Доплера температура в направлении движения должна повышаться, а в противоположном — понижаться. Эта, так называемая, «кинетическая» составляющая анизотропии реликтового излучения имеет величину около 0,003 К или 3 мК.
- При прохождении фотонов реликтового излучения через гравитационные поля очень больших масштабов, сравнимые с расстоянием до космологического горизонта, может возникать «потенциальная» составляющая анизотропии, с величиной примерно в 10 раз меньшей, чем для «кинетической» составляющей, около 300 мкК.

Космологические теории предсказывают наличие неоднородностей в веществе первичной Вселенной с первых моментов её жизни, которые также должны давать вклад в анизотропию наблюдаемого реликтового излучения.

### Исследования реликтового излучения
Впервые измерения реликтового излучения были начаты с Земли Д. Т. Улкинсоном и группами американских и итальянских ученых сразу же после его открытия. Но наземным наблюдениям реликтового излучения препятствуют помехи, создаваемые атмосферой, поглощающей и переизлучающей приходящие из космоса радиоволны. Особенно сильно сказывается влияние присутствующего в атмосфере водяного пара, который ухудшает условия работы приемной системы, и всегда неравномерно распределён в пространстве, что приводит к большому разбросу измеряемых температур. Несколько улучшают ситуацию высотные измерения, проводимые на аэростатах и высотных самолётах. В 1977 году в измерениях, проводимых на высотном самолёте-разведчике Lockheed U-2, была оценена дипольная составляющая анизотропии реликтового излучения, возникающая из-за доплеровского эффекта. Но суммарное время высотных измерений, с учётом необходимости накопления больших объёмов информации для компенсации возникающих ошибок, оказывается мало́, а их точность — недостаточна для определения более высоких гармоник анизотропии, важных для подтверждения и развития фундаментальных космологических теорий. Высотные исследования фонового космического излучения проводились группами учёных из Беркли и Принстона в течение 15 лет, суммарное «чистое» время измерений за этот период не превысило 200 часов. В то же время космический аппарат, работающий с аналогичной аппаратурой в течение года, может обеспечить почти полное использование времени измерений и будет аналогичен наземному эксперименту, проводимому непрерывно в течение 50 лет. Впервые идея спутникового эксперимента по измерению реликтового излучения была предложена Н. С. Кардашевым в 1970-х годах. Длительное время заняла разработка прибора с достаточно высокой чувствительностью, который должен был обнаруживать анизотропию реликтового излучения, составляющую сотые и тысячные доли процента.

## Проект «Реликт-1»
Первым экспериментом по изучению реликтового излучения с борта космического аппарата стал советский проект «Реликт-1», осуществленный в 1983—1984 годах по инициативе Н. С. Кардашева, ставшего научным руководителем проекта. Руководителем эксперимента был И. А. Струков, он же возглавлял группу российских учёных по обработке полученных радиокарт неба. В состав группы входили А. А. Брюханов, М. В. Сажин, Д. П. Скулачёв.

### Космический аппарат
Для реализации проекта был выбран аппарат серии «Прогноз». Научно-исследовательские спутники этого типа запускались на высокоэллиптические орбиты и были предназначены для изучения солнечной активности, влияния её на магнитосферу и ионосферу Земли и проведения астрофизических исследований. Спутник «Прогноз-9», на котором проводился эксперимент «Реликт-1», был, как и предыдущие аппараты серии, построен по документации и под наблюдением НПО им. Лавочкина на московском машиностроительном заводе «Вымпел».
Для уверенного приёма слабого реликтового излучения приёмное устройство должно быть вынесено как можно дальше от создаваемых Землёй и Луной тепловых помех, на расстояние порядка миллиона километров от Земли. Запуск спутника на требуемую для осуществления эксперимента «Реликт-1» орбиту связан со значительными трудностями, поскольку на таком удалении от Земли он испытывает соизмеримые воздействия от притяжения Земли, Луны и Солнца и, чтобы предотвратить его «захват» этими небесными телами, для «Прогноза-9» была рассчитана уникальная орбита с перигеем 361 км, апогеем 727 620 км, наклонением 65,3° и периодом обращения 25,5 суток, на которой спутник, не имеющий корректирующего двигателя, мог существовать не менее года. «Прогноз-9» был запущен 1 июля 1983 года с космодрома «Байконур» носителем «Молния-М» c 4-й ступенью (разгонным блоком) «СО/Л». Кроме аппаратуры проекта «Реликт-1» на спутнике «Прогноз-9» были установлены приборы для исследования солнечной радиации, межпланетного пространства и дальнего космоса.

### Радиометр «Реликт»
Для измерения фонового космического радиоизлучения на борту «Прогноза-9» был установлен радиометр «Р-08 Реликт», который можно назвать самым маленьким из выведенных в космос радиотелескопов. Его вес составлял 30 кг, а энергопотребление — 50 Вт. В состав прибора входили две рупорных антенны, высокочастотный параметрический усилитель, обеспечивающий высокую чувствительность прибора, детектор сигнала и антенный переключатель. Радиометр работал на единственной частоте 37 ГГц (длина волны 8 мм) и имел полосу пропускания 400 МГц. Среднеквадратичное значение собственного шума при накоплении в течение 1 секунды составляло 31 мK. Измерения вариаций фонового космического излучения производилось дифференциальным методом — радиометр имел две рупорных антенны, поочередно подключавшихся к входу прибора с частотой 1 кГц, измерялась разница температур излучения, принимаемого постоянно направленной в одну точку «референсной» антенной и «измерительной» антенной, сканирующей определённый участок видимой небесной сферы. Радиометр «Реликт» был установлен на борту спутника, имевшего постоянную солнечную ориентацию и стабилизированного вращением вокруг солнечной оси, таким образом, что «референсная» антенна с шириной диаграммы направленности 10° постоянно была направлена в сторону, противоположную Солнцу. «Измерительная» же антенна, с шириной диаграммы направленности 5,8°, направленная перпендикулярно «референсной», совершала полный оборот по небесной сфере за период вращения спутника вокруг его солнечной оси, составлявший примерно 2 минуты. Из-за орбитального движения Земли продольная ось спутника смещалась примерно на 1° в сутки относительно Солнца, поэтому раз в неделю проводилась переориентация спутника с поворотом его оси на 7°, после чего сканирование возобновлялось. Таким образом за полгода была просмотрена вся небесная сфера, некоторые её участки — дважды.

## Результаты эксперимента
Анализ данных, полученных в ходе эксперимента «Реликт-1», длился несколько лет с публикациями промежуточных результатов. В ходе работ была построена карта распределения реликтового излучения по небесной сфере, измерена обусловленная доплеровским сдвигом дипольная анизотропия реликтового излучения и вычислена скорость движения нашей Галактики относительно реликтового излучения. Анизотропия более высоких порядков оказалась ниже ожидаемой, что поставило под сомнение некоторые космологические теории и не позволило однозначно ответить на вопрос о наличии неравномерностей в фоновом космическом излучении. Была определена только верхняя граница возможной анизотропии. Статья с этими результатами была опубликована в 1987 году. Впоследствии модель радиотракта, использованная в обработке результатов, была скорректирована и после повторной обработки результатов ожидаемая анизотропия реликтового излучения была обнаружена на полученных картах небесной сферы. В течение года новые результаты проверялись и уточнялись. Интерпретация результатов эксперимента осложнялась тем, что измерения проводились только на одной частоте и были возможны различные объяснения полученной анизотропии, в то время как многочастотный эксперимент позволил бы сразу выяснить её природу. Сомнения в надёжности обнаружения анизотропии вызывала также низкая чувствительность прибора, хотя для своего времени она была непревзойдённой. В январе 1992 года на семинаре в ГАИШ МГУ был представлен доклад об открытии анизотропии реликтового излучения, в мае того же года опубликована статья в советском научном журнале и его версии на английском языке, а в сентябре — в английском научном журнале. В 2020 году за цикл работ, посвященных обнаружению анизотропии реликтового излучения на спутнике «Реликт», И. А. Струков, Д. П. Скулачёв и М. В. Сажин были удостоены премии имени И. С. Шкловского.

## Неосуществлённый проект «Реликт-2»
После первого анализа результатов проекта «Реликт-1» была создана аппаратура для второго космического эксперимента по изучению реликтового излучения, получившего название «Реликт-2». Его проведение планировалось в середине 1990-х годов. В этом проекте должен был использоваться многочастотный метод измерений, с помощью трёх радиометров, работающих на частотах 22, 34,5 и 60 ГГц с чувствительностью 7, 1,5 и 4 мК соответственно. Полоса пропускания каждого радиометра в каждом из диапазонов должна была стать вдвое выше, чем в проекте «Реликт-1». Поскольку на карте распределения микроволнового излучения, полученной в эксперименте «Реликт-1», остались «белые пятна», возникшие из-за попадания в поле зрения Земли и Луны, комплекс аппаратуры «Реликт-2» предполагалось вывести в точку Лагранжа L2 системы «Земля-Солнце», на расстояние около 1,5 миллиона км от Земли. В этом случае Земля, Луна и Солнце постоянно находились бы по одну сторону от космического аппарата и не мешали наблюдениям. В 1997 году работы по проекту «Реликт-2» были прекращены.

## «Реликт-1» и другие космические эксперименты по изучению реликтового излучения

### COBE
Космический аппарат NASA COBE (Cosmic Background Explorer) был запущен в 1989 году на солнечно-синхронную орбиту с высотой около 900 км. В состав научной аппаратуры COBE входили многоканальный фотометр инфракрасного диапазона DIRBE (научный руководитель — М. Хаузер), спектрофотометр микроволнового и дальнего инфракрасного диапазона FIRAS для измерения абсолютного спектра реликтового излучения (научный руководитель — Дж. Мазер) и дифференциальные микроволновые радиометры DMR для поиска анизотропии реликтового излучения (научный руководитель — Дж. Смут). Радиометры DMR, в отличие от «Реликта-1», работали в трёх диапазонах — 31, 53 и 90 ГГц со среднеквадратичным значением шума 30, 11 и 16 мК соответственно. В диапазоне 31 ГГц принимались две поляризации сигнала, а в остальных диапазонах — только одна. Лучшая, чем у «Реликта-1», чувствительность и проводимые одновременно на нескольких частотах измерения позволяли более уверенно интерпретировать результаты измерений COBE, но низкая орбита приводила к необходимости учитывать влияние магнитного поля Земли, вносящего дополнительные погрешности. В апреле 1992 года были представлены результаты проекта COBE, свидетельствующие об обнаружении анизотропии реликтового излучения.
Сравнительный анализ данных «Реликта-1» и эксперимента COBE показал, что хотя в обоих случаях «на пределе чувствительности» была обнаружена крупномасштабная анизотропия реликтового излучения, полученные данные о распределении неоднородностей противоречат друг другу. Достоверность результатов «Реликта-1», как имевшего меньшее разрешение и чувствительность, была поставлена под сомнение.
В 2006 году Дж. Мазеру и Дж. Смуту была присуждена Нобелевская премия по физике «за открытие соответствия космического микроволнового фонового излучения спектру излучения абсолютно чёрного тела и анизотропии этого фонового излучения».

### WMAP
Космическая обсерватория NASA под названием WMAP была выведена в точку L2 системы Земля-Солнце в 2001 году и работала до 2009 года. В результате проведённых WMAP измерений была построена детальная карта распределения неоднородностей температуры реликтового излучения по небесной сфере, разрешение которой более чем в 30 раз превысило карту, построенную по результатам проекта COBE. Были обнаружены не только крупномасштабная анизотропия реликтового излучения, но и флуктуации температуры фонового излучения в средних угловых масштабах. Проведённое сравнение результатов WMAP и «Реликта-1» показало высокую степень корреляции между ними и подтвердило, что данные «Реликта-1» с большой вероятностью свидетельствуют об обнаружении реальной анизотропии реликтового излучения, а не обусловлены случайными воздействиями и шумами.

### Комментарии
1. ↑  По другому источнику измерения в эксперименте «Реликт-2» планировалось проводить на пяти частотах: 21,7, 34,5, 59,0, 83,0 и 193,0 ГГц[15]